# The Promised Land
The Promised Land is een nummer van de Nederlandse happy hardcore-dj Paul Elstak uit 1996.
De videoclip van het nummer duurt acht minuten en was de tot dan toe duurste productie ooit gemaakt door een Nederlandse artiest. De half miljoen gulden werd mede gefinancierd door de sponsor Pepsi. Het nummer haalde de 3e positie in de Nederlandse Top 40.